# Précieux (Loira)
Précieux és un municipi francès situat al departament del Loira i a la regió d'Alvèrnia-Roine-Alps. L'any 2007 tenia 986 habitants.

## Demografia

### Població
El 2007 la població de fet de Précieux era de 986 persones. Hi havia 322 famílies de les quals 60 eren unipersonals (30 homes vivint sols i 30 dones vivint soles), 90 parelles sense fills, 161 parelles amb fills i 11 famílies monoparentals amb fills.
La població ha evolucionat segons el següent gràfic:
Habitants censats

### Habitatges
El 2007 hi havia 359 habitatges, 323 eren l'habitatge principal de la família, 11 eren segones residències i 24 estaven desocupats. 337 eren cases i 21 eren apartaments. Dels 323 habitatges principals, 258 estaven ocupats pels seus propietaris, 55 estaven llogats i ocupats pels llogaters i 10 estaven cedits a títol gratuït; 2 tenien una cambra, 7 en tenien dues, 29 en tenien tres, 103 en tenien quatre i 182 en tenien cinc o més. 255 habitatges disposaven pel capbaix d'una plaça de pàrquing. A 126 habitatges hi havia un automòbil i a 191 n'hi havia dos o més.

### Piràmide de població
La piràmide de població per edats i sexe el 2009 era:
| Homes | Edats   | Dones |
| ----- | ------- | ----- |
| 0     | 95 o +  | 0     |
| 0     | 90 a 94 | 4     |
| 0     | 85 a 89 | 4     |
| 0     | 80 a 84 | 4     |
| 12    | 75 a 79 | 8     |
| 12    | 70 a 74 | 28    |
| 8     | 65 a 69 | 8     |
| 8     | 60 a 64 | 0     |
| 16    | 55 a 59 | 20    |
| 28    | 50 a 54 | 28    |
| 40    | 45 a 49 | 52    |
| 44    | 40 a 44 | 28    |
| 40    | 35 a 39 | 40    |
| 16    | 30 a 34 | 16    |
| 24    | 25 a 29 | 16    |
| 16    | 20 a 24 | 8     |
| 24    | 15 a 19 | 29    |
| 40    | 10 a 14 | 36    |
| 28    | 5 a 9   | 36    |
| 4     | 0 a 4   | 16    |

## Economia
El 2007 la població en edat de treballar era de 710 persones, 537 eren actives i 173 eren inactives. De les 537 persones actives 489 estaven ocupades (294 homes i 195 dones) i 48 estaven aturades (16 homes i 32 dones). De les 173 persones inactives 50 estaven jubilades, 75 estaven estudiant i 48 estaven classificades com a «altres inactius».

### Ingressos
El 2009 a Précieux hi havia 348 unitats fiscals que integraven 995 persones, la mediana anual d'ingressos fiscals per persona era de 16.851 €.

### Activitats econòmiques
Dels 20 establiments que hi havia el 2007, 1 era d'una empresa alimentària, 7 d'empreses de construcció, 6 d'empreses de comerç i reparació d'automòbils, 1 d'una empresa de transport, 2 d'empreses d'hostatgeria i restauració, 2 d'empreses de serveis i 1 d'una empresa classificada com a «altres activitats de serveis».
Dels 9 establiments de servei als particulars que hi havia el 2009, 1 era un taller de reparació d'automòbils i de material agrícola, 1 paleta, 1 guixaire pintor, 1 lampisteria, 2 electricistes, 2 restaurants i 1 agència immobiliària.
Dels 2 establiments comercials que hi havia el 2009, 1 era una fleca i 1 una botiga d'electrodomèstics.
L'any 2000 a Précieux hi havia 26 explotacions agrícoles que ocupaven un total de 1.444 hectàrees.

## Equipaments sanitaris i escolars
El 2009 hi havia una escola elemental.

## Poblacions més properes
El següent diagrama mostra les poblacions més properes.